# 573 aC
L'any 573 aC es un any del calendari gregorià. En l'Imperi Romà havia estat conegut com l'any 181 Ab urbe condita. La denominació de 573 aC per aquest any ha estat utilitzada des de principis de l'edat mitjana, quan es va establir l'era del calendari de l'Anno Domini per denominar els anys.

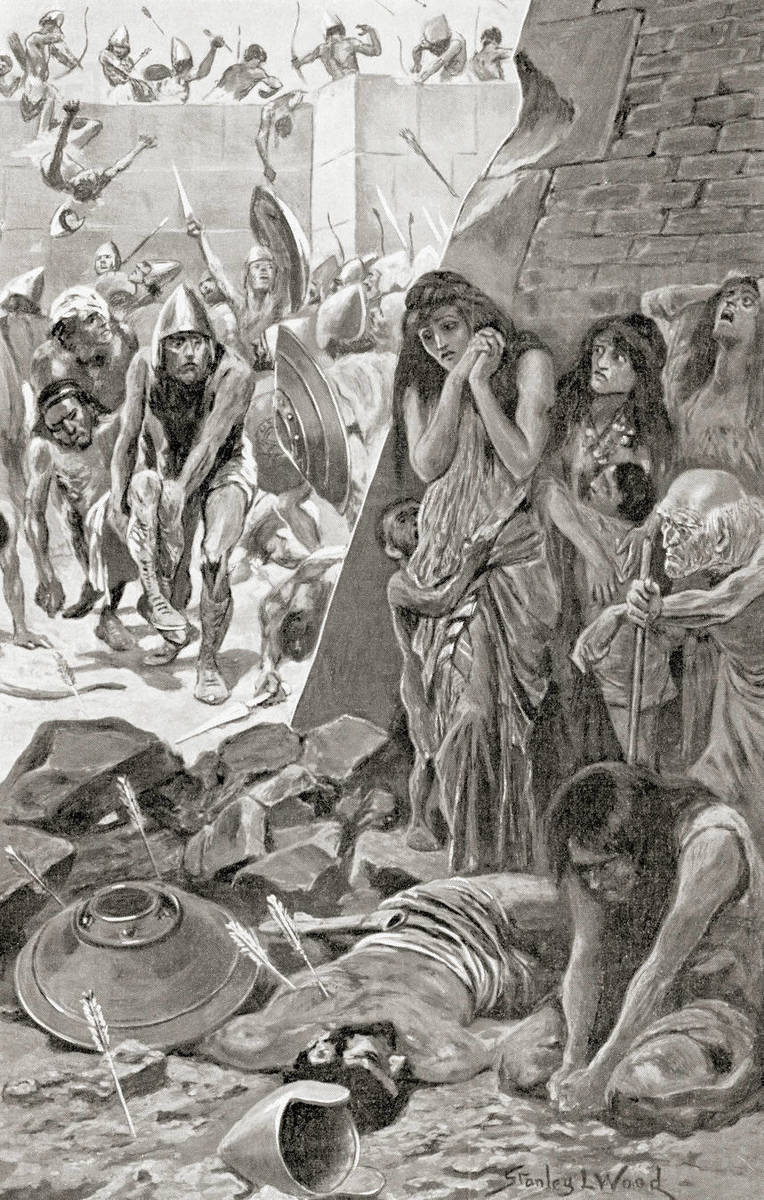
Setge de Tir per Nabucodonosor II, gravat de Stanley L.Wood

## Esdeveniments
- Es funden els Jocs Nemeus a Nèmea, Grècia (data tradicional).[1][2]
- Finalitza el Setge de Tir (586-573 aC) fet per Nabucodonosor II de Babilònia. A Tir, Fenícia.[3][4][5]
- El profeta Ezequiel té una visió del futur Segon Temple uns 200 anys abans de la seva construcció.

## Necrològiques
- El Duc Li de Jin, governant de l'estat de Jin.[6]